# Infurcitinea finalis
Infurcitinea finalis är en fjärilsart som beskrevs av László Anthony Gozmány. Infurcitinea finalis ingår i släktet Infurcitinea och familjen äkta malar. Inga underarter finns listade i Catalogue of Life.